# Rashid Sidek
Rashid Sidek est un joueur de badminton malaisien né le 8 juillet 1968.
Après une élimination en quarts de finale aux Jeux olympiques d'été de 1992 à Barcelone, il est médaillé de bronze en simple aux Jeux olympiques d'été de 1996 à Atlanta.
Deux de ses frères sont aussi médaillés olympiques, Jalani et Razif Sidek.